# Tołmaczewka (rejon bolszesołdatski)
Tołmaczewka (ros. Толмачевка) – wieś (ros. деревня, trb. dieriewnia) w zachodniej Rosji, w sielsowiecie lubimowskim rejonu bolszesołdatskiego w obwodzie kurskim.

## Geografia
Miejscowość położona jest nad rzeką Rieut, 4,5 km od centrum administracyjnego sielsowietu lubimowskiego (Lubimowka), 22 km od centrum administracyjnego rejonu (Bolszoje Sołdatskoje), 43,5 km od Kurska.

## Demografia
W 2010 r. miejscowość zamieszkiwały 4 osoby.